# Retrat de la senyora Baladia
El Retrat de la senyora Baladia és un oli sobre tela, obra de Ramon Casas de 1908, que pertany a una col·lecció particular. Representa a Teresa Mestre i Climent (1869-1948), esposa de Jaume Baladia i inspiradora de la icona noucentista de la «la ben plantada».
Poc abans de morir el pintor li va lliurar al fill petit de Teresa, en Francesc Xavier Baladia i Mestre, conegut familiarment com a Ninus.

## El personatge
Teresa Mestre era una dona de la burgesia barcelonina, nascuda a Sarrià quan aquesta vila encara era un municipi independent. Estava casada amb Jaume Baladia, un industrial del tèxtil de Mataró, hereu d'una considerable fortuna. La parella va representar un signe de modernitat a finals del segle xix. Tenien residència a Argentona i a Barcelona, on acostumaven a mantenir una gran activitat social i cultural. Afeccionats a l'esport tots dos, Teresa va ser la primera dona espanyola a escalar l'Aneto el 1902.
Era una dona culta, alta, de llavis perfectes i cabell castany, que va formar part d'un espai social que li va permetre vincular-se a personatges com Pompeu Fabra, casat amb la seva germana Dolors, Josep Puig i Cadafalch, Eugeni d'Ors i Francesc Cambó entre d'altres.
Es considera que va ser la icona en que Eugeni d'Ors es va inspirar per descriure el personatge de Teresa a la seva obra La ben plantada, on descrivia l'ideal d'harmonia i equilibri que la burgesia catalana va bastir per orientar l'educació de les noves generacions noucentistes.

## L'obra
Es tracta d'un retrat realitzat sense presència de la model. Casas es va basar exclusivament en uns apunts que havia fet de Teresa durant les seves visites a la casa d'Argentona per realitzar dos retrats als seus fills Gip (Jaume) i Niní (Maria Teresa) datats el 1902 i 1906.
Casas, pintor habitual de la família Baladia, ja havia retratat Teresa l'any 1907 en una obra també anomenada Retrat de la senyora Baladia que es troba al Museu Nacional d'Art de Catalunya, però en aquest cas el va realitzar pel seu compte. Aquest primer quadre va generar un fort enrenou familiar quan Eugeni d'Ors pretenia que formés part de la Galeria de dones formoses. Va ser el principi del trencament matrimonial dels Baladia que es materialitzaria a finals de 1909 quan Teresa va deixar la residència familiar d'Argentona per instal·lar-se a Barcelona.
Malgrat això, Casas va pintar aquest segon oli que va conservar tota la seva vida fins que el va passar al fill petit de la model, en Ninus. En paraules del besnet de Teresa, "és com si el pintor hagués volgut retornar-li allò que, sense voler, havia contribuït a robar-li per sempre".
Si bé està datat el 1908, es considera que podria ser anterior, ja que al costat de la signatura s'observen restes d'una altra signatura feta amb una grafia utilitzada per Casas uns anys abans.
La pintura mostra Teresa asseguda, quasi a mida natural. Subjecta una rosa groga a la mà, quasi inert, com la felicitat que estava a punt de perdre. Porta un vestit blanc, a l'estil Belle Époque de moda. El tractament dels plecs i la brillantor del vestit recorda els pintors del romanticisme. La presència de les flors i un barret, com a elements decoratius és un fet poc habitual als seus retrats, i generen un equilibri a la part inferior de l'escena que deixa la imatge de Teresa com a figura central de la meitat superior amb un rostre brillant amb una mirada melancòlica sobre la foscor del fons. Val a dir, que el dibuix subjacent mostra un lleu esbós de tot el conjunt, però un gran detall en l'expressió de la cara, sens dubte l'objecte que volia destacar l'autor.

## Exposicions
- Exposició de retrats i dibuixos antics i moderns. Barcelona, 1910[7]
- Exposition universelle et internationale de Bruxelles de 1910. Bruxelles, 1910[7]
- I Saló Mirador. Cent anys de Retrat femení en la pintura catalana. 1830-1930. Barcelona, Galeries Laietanes, 15-29 d'abril de 1933.[7]
- Ramon Casas, Barcelona, Palau de la Virreina. febrer-març de 1958[7]
- Ramon Casas: el pintor del modernisme. Museu Nacional d'Art de Catalunya, Barcelona 31 de gener - 1 d'abril, 2001[7]
- Ramon Casas: el pintor del modernismo. Fundación Cultural MAPFRE VIDA, Madrid 11 d'abril - 17 de juny 2001[7]